# Oriolus cruentus
L'oriolo nerocremisi (Oriolus cruentus Wagler, 1827) è un uccello della famiglia degli Oriolidi.

## Distribuzione e habitat
Vive nelle foreste tropicali della penisola malese e delle Grandi Isole della Sonda (Sumatra, Giava e Borneo).

## Sistematica
Oriolus cruentus ha quattro sottospecie:
- O. cruentus cruentus (Wagler, 1827)
- O. cruentus consanguineus (Ramsay, RGW, 1881)
- O. cruentus malayanus Robinson & Kloss, 1923
- O. cruentus vulneratus Sharpe, 1887